# جیمز فرانک
جیمز فرانک (به آلمانی: James Franck) (زاده ۲۶ اوت ۱۸۸۲ در هامبورگ – درگذشته ۲۱ مه ۱۹۶۴ در گوتینگن) یک فیزیک‌دان آلمانی بود. او و همکارش گوستاو هرتز در سال ۱۹۲۵ به خاطر کشف قوانین برخورد الکترون‌ها به اتم مفتخر به دریافت جایزه فیزیک نوبل شدند.

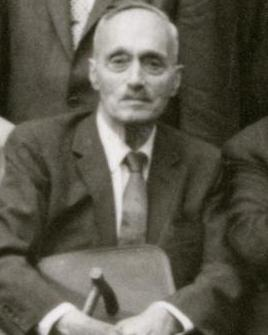
در سال ۱۹۶۳

او تحصیلاتش را در رشته شیمی در دانشگاه هایدلبرگ آغاز کرد اما سپس به فیزیک تغییر رشته داد و در دانشگاه برلین در سال 1906 از تز دکترایش دفاع کرد و دکترا گرفت. در خلال جنگ جهانی اول در دانشگاه گوتینگن کرسی درس فیزیک را در اختیار داشت. او سال‌ها بعد در پی سیاست‌های ضدیهودی نازی‌ها آلمان را ترک گفت به ایالات متحده مهاجرت کرد. او از جمله دانشمندانی بود که در طرح‌های اتمی آمریکا شرکت داشتند. وی به دولت آمریکا پیشنهاد کرد قبل از فروانداختن بمب‌ها در ژاپن آنها را در صحرایی به معرض آزمایش بگذارند؛ این گزارش بعدها گزارش فرانک نامیده شد.